# Ryan Lochte
Ryan Steven Lochte (New York, 1984. augusztus 3. –) olimpiai bajnok amerikai úszó.
Ryan Lochte kicsit háttérbe szorult Michael Phelps mögött az olimpián, de teljesítménye így is kiemelkedő; a 200 m hátat világcsúccsal nyerte (1:53.94), 200 és 400 m vegyesen Cseh László és Michael Phelps előzte meg.

## Karrierje
2018 júliusában az amerikai Doppingellenes Ügynökség (USADA) 14 hónapos eltiltással sújtotta intravénás infúzió használata miatt.